# Héctor Añes
Héctor José Añes (* 12. Januar 2005) ist ein venezolanischer Leichtathlet, der sich auf den Hochsprung spezialisiert hat.

## Sportliche Laufbahn
Erste internationale Erfahrungen sammelte Héctor Añes im Jahr 2021, als er bei den U18-Südamerikameisterschaften in Encarnación mit übersprungenen 1,90 m den fünften Platz belegte. Im Jahr darauf gewann er bei den Jugend-Südamerikaspielen in Rosario mit 1,93 m die Bronzemedaille und anschließend siegte er mit 1,96 m bei den U18-Südamerikameisterschaften in São Paulo. 2024 belegte er bei den U23-Südamerikameisterschaften in Bucaramanga mit 2,00 m den vierten Platz und im Jahr darauf gelangte er bei den Hallensüdamerikameisterschaften in Cochabamba mit 1,95 m auf Rang fünf.
In den Jahren 2023 und 2024 wurde Añes venezolanischer Meister im Hochsprung.